# Gretchen Mol

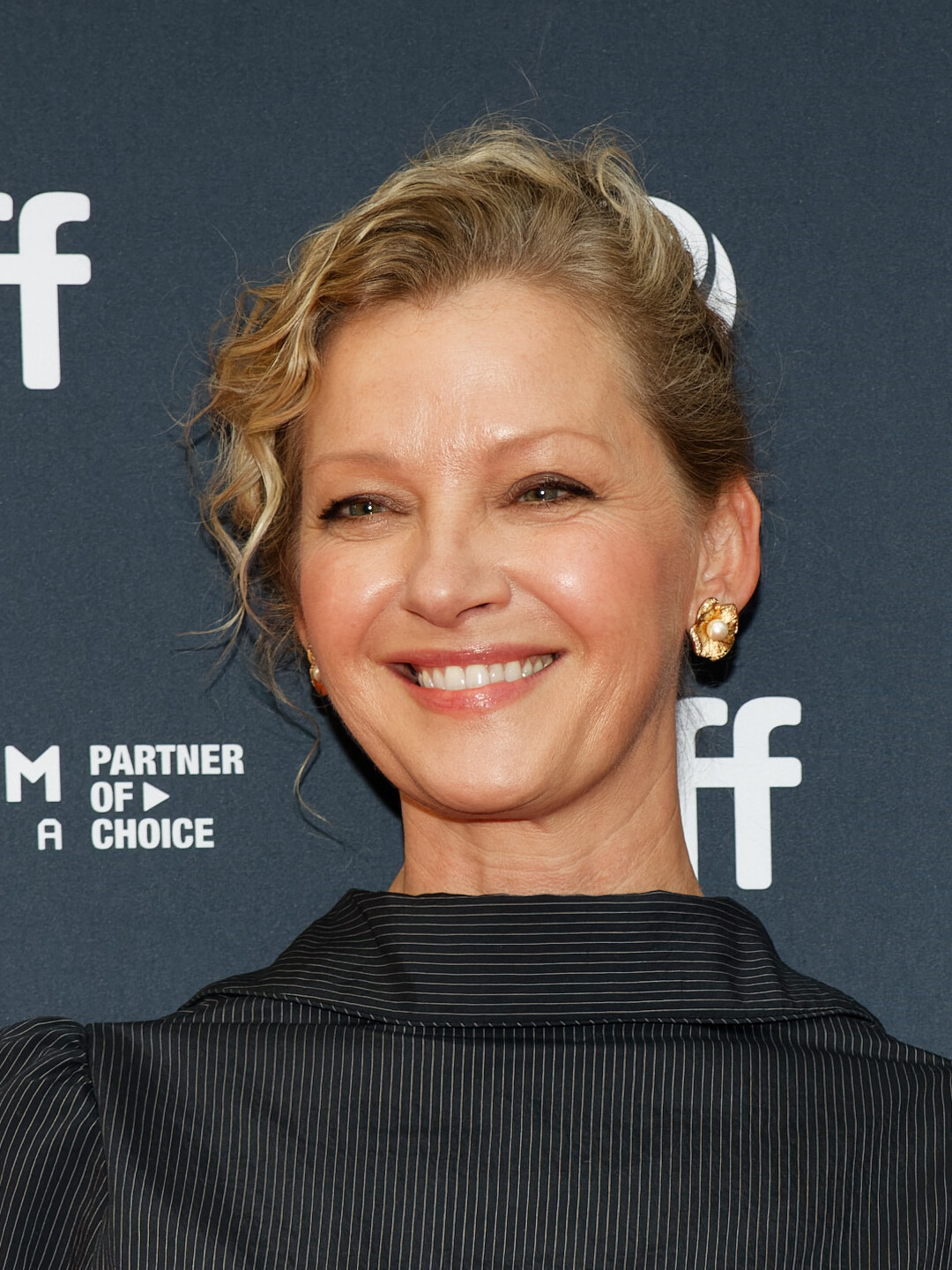
Gretchen Mol (2024)

Gretchen Mol (* 8. November 1972 in Deep River, Connecticut) ist eine US-amerikanische Schauspielerin.

## Leben und Karriere
Die Tochter einer Künstlerin und eines Schulleiters wurde nach ihrer Schauspielausbildung bei einem Job in einem Restaurant von ihrem späteren Manager für eine Coca-Cola-Werbung entdeckt.
Zu größerer Popularität gelangte Mol 1998, als sie im Film Rounders neben Matt Damon spielte und daraufhin das Titelbild der Vanity Fair zierte. Ihre bisher wichtigste Rolle hatte sie unter der Regie von Mary Harron in The Notorious Bettie Page (2005), in dem sie das berühmte Pin-up-Girl der 1950er-Jahre, Bettie Page, verkörperte. Im US-Remake der Fernsehserie Life on Mars – Gefangen in den 70ern mimte sie von 2008 bis 2009 die Rolle der Annie Norris, einer Polizistin im New York der 1970er-Jahre. Von 2010 bis 2014 war sie in der HBO-Serie Boardwalk Empire zu sehen.
Seit 2004 ist Mol mit dem Regisseur Tod Williams verheiratet und hat mit ihm zwei Kinder.

## Filmografie (Auswahl)
- 1996: Das Begräbnis (The Funeral)
- 1997: Donnie Brasco
- 1997: Wie ich zum ersten Mal Selbstmord beging (The Last Time I Committed Suicide)
- 1998: Rounders
- 1998: Finding Graceland – Unterwegs mit Elvis (Finding Graceland)
- 1998: Liebe auf den ersten Schrei (Music from Another Room)
- 1998: Celebrity – Schön. Reich. Berühmt. (Celebrity)
- 1999: The 13th Floor – Bist du was du denkst? (The Thirteenth Floor)
- 1999: Das schwankende Schiff (Cradle Will Rock)
- 1999: Sweet and Lowdown
- 1999: Forever Mine – Eine verhängnisvolle Liebe (Forever Mine)
- 2000: Get Carter – Die Wahrheit tut weh (Get Carter)
- 2003: The Shape of Things
- 2005: The Notorious Bettie Page
- 2006: Puccini for Beginners
- 2007: Das 10 Gebote Movie (The Ten)
- 2007: Todeszug nach Yuma (3:10 to Yuma)
- 2008: Memory Keeper – Schatten der Vergangenheit (The Memory Keeper’s Daughter, Fernsehfilm)
- 2008–2009: Life on Mars (Fernsehserie, 17 Folgen)
- 2010–2014: Boardwalk Empire (Fernsehserie, 53 Folgen)
- 2015: True Story – Spiel um Macht (True Story)
- 2015: Anesthesia
- 2015: Mozart in the Jungle (Fernsehserie, 8 Folgen)
- 2016: Manchester by the Sea
- 2016: A Family Man
- 2016: Chance (Fernsehserie, 10 Folgen)
- 2018: Seven Seconds (Fernsehserie, 3 Folgen)
- 2018: Nightflyers (Fernsehserie, 10 Folgen)
- 2018: Yellowstone (Fernsehserie, 2 Folgen)
- 2019: Sequestrada
- 2020: Twilight Zone (The Twilight Zone, Fernsehserie, Folge 2x10)
- 2020–2023: Perry Mason (Fernsehserie, 8 Folgen)
- 2021: False Positive
- 2022: Palm Trees and Power Lines
- 2022: American Gigolo (Fernsehserie, 8 Folgen)
- 2024: The Invisibles
- 2024: Millers in Marriage

## Auszeichnungen (Auswahl)
Screen Actors Guild Award
- 2017: Nominierung als Mitglied des Besten Schauspielensembles in einem Film (Manchester by the Sea)[1]